# رائول یکم، کنت کلرمونت و بووه
رائول یکم، کنت کلرمونت و بووه (انگلیسی: Raoul I, Count of Clermont-en-Beauvaisis; ۱ ژانویهٔ ۱۲۰۰ – ۱۵ اکتبر ۱۱۹۱)، از نجبا فرانسوی و کنت کلرمونت و بووه از سال ۱۱۶۱ میلادی تا زمان مرگش در عکا بود. وی در جنگ صلیبی سوم به همراه فرانسویان شرکت نمود و در جریان محاصره عکا، مرد.